# Sektor teleinformatyczny
Sektor teleinformatyczny (również sektor ICT, ang. ICT Sector) – sektor gospodarki dostarczający produkty i usługi systemów przetwarzania informacji w zastosowaniach naukowych, gospodarczych, finansowych, administracyjnych oraz społecznych. Obejmuje wytwarzanie, sprzedaż i serwis sprzętu cyfrowego, mediów magnetyczno-optycznych oraz wytwarzania i udostępniania oprogramowania, a także usługi: konsultacyjne, przetwarzania danych, telekomunikacyjne, teleinformatyczne, internetowe i podobne. W szerszym kontekście dotyczy stanu rozwoju społeczeństwa informacyjnego.

## Etymologia
Pojęcie sektora teleinformatycznego, zwanego też potocznie teleinformatyką, występuje jeszcze pod nazwą akronimu ICT. Jego rozwinięcie we frazę Information and Communication Technologies było używane w brytyjskim środowisku naukowym od początku lat 1980. Akronim ICT został zaproponowany w marcu 1997 dla nazwania zajęć informatycznych w szkołach w Wielkiej Brytanii. Jednakże od 2014 na wniosek Royal Society nazwę zajęć zmieniono na computing. W USA ten termin praktycznie nie występuje.
Akronim ICT w tym okresie został rozpowszechniony w krajach unijnych poprzez dokumenty z OECD i Komisji Europejskiej. Został też przetłumaczony na inne języki, w Polsce jako akronim TIK z kilkoma różnymi rozwinięciami: technologia, technologie, technika, techniki informacyjno-komunikacyjne. Poprawne tłumaczenie powinno być techniki informacyjno-telekomunikacyjne, gdyż technology należy tłumaczyć na techniki oraz communication na telekomunikacyjne. TIK oraz jego rozwinięcie jest rzadko używane.
ICT używane w mediach, w dokumentach administracji, w kontaktach z UE oraz przez marketing firm zyskało popularność, ale też dla wielu było i jest mało zrozumiałe. Wielokrotnie używano też mało sensownej frazy „technologia ICT lub TIK”. Pojawiły się też żarty, co to jest ICT?, czyli np. „I see tea” – „to gdzie ta herbata”?
W latach 78/79 dyskutowano w Polsce o dwóch rozumieniach pojęcia teleinformatyka (nazwa pochodząca ze złożenia nazwy telekomunikacja i informatyka) stwierdzając:

Przez teleinformatykę rozumiemy dział informatyki, w którym przynajmniej niektóre zadania elementarne są wykonywane zdalnie za pomocą środków telekomunikacyjnych oraz dział telekomunikacji zajmujący się problematyką szeroko rozumianego zdalnego dostępu komputerów nosi nazwę teleinformatyka.

a było to jeszcze w czasach mechanicznych i elektronicznych central analogowych.
Termin teleinformatyka istniał przez te lata. W 2000 było używane w dokumentach i reklamach jednego z operatorów, gdzie z końcem 2005 wyłączono z użytkowania ostatnią centralę analogową – cała sieć telekomunikacyjna stała się siecią cyfrową. Równocześnie w tych latach, systemy informatyczne w znaczącym stopniu uzależniły swoje działania od stałego dostępu do publicznej sieci teleinformatycznej – internetu, stając się systemami teleinformatycznymi, zdefiniowanymi w ustawie o informatyzacji podmiotów.
Obecnie termin teleinformatyka i teleinformatyczny jest i powinien być powszechnie używany i dobrze rozumiany. Zastosowania teleinformatyki w innych dyscyplinach nazywamy telematyką. W relacjach zagranicznych można nadal używać terminu ICT.

## Opis
Pod koniec 2005, ówczesna Telekomunikacja Polska wyłączyła ostatnią centralę analogową, cała sieć telekomunikacyjna stała się siecią cyfrową. W następnych latach sieć ta zostaje przekształcona w sieć NGN, całkowicie zarządzaną przez systemy informatyczne. Równocześnie w tych latach, systemy informatyczne w znaczącym stopniu uzależniły swoje działania od stałego dostępu do publicznej sieci teleinformatycznej – internetu, stając się systemami teleinformatycznymi. Wiele nowych usług informatycznych zostało również opartych na dostępie do internetu – przetwarzanie w chmurze, gromadzenie i analizy gigadanych, operacje na łańcuchach bloków itp. Pojawiły się też nowe wymagania na zapewnienie bezpieczeństwa systemów i sieci – bezpieczeństwa teleinformatycznego. Symbioza informatyki i telekomunikacji stała się faktem.
Działalność sektora teleinformatycznego obejmuje wytwarzanie, sprzedaż i serwis sprzętu cyfrowego i mediów magnetyczno-optycznych, wytwarzanie i udostępnianie oprogramowania oraz usługi konsultacyjne, przetwarzania danych, telekomunikacyjne, teleinformatyczne, internetowe i podobne.
W zakres pojęciowy ICT wchodzą wszystkie media komunikacyjne (Internet, sieci bezprzewodowe, sieci Bluetooth, telefonia stacjonarna, komórkowa, satelitarna, technologie komunikacji dźwięku i obrazu, radio, telewizje itp.) oraz media umożliwiające zapis informacji (pamięci przenośne, dyski twarde, dyski CD/DVD, taśmy itp.), a także sprzęty umożliwiające przetwarzanie informacji (komputery osobiste, serwery, klastry, sieci komputerowe itp.). Dodatkowo teleinformatyka obejmuje całą gamę aplikacji informatycznych oraz złożonych systemów IT umożliwiających realizację przetwarzania i przesyłania danych na wyższym poziomie abstrakcji niż poziom sprzętowy.